# عباس آقایی
عباس آقایی (۱۱ شهریور ۱۳۵۶ در سرآب - ) بازیکن بازنشسته و مربی فوتبال اهل ایران است و وی در گذشته فوتبال بازی می‌کرد 
او در فصل ۸۶–۸۷ از تیم پاس تهران به پرسپولیس پیوست و توانست همراه با این تیم به عنوان قهرمانی لیگ برتر فوتبال ایران دست یابد. آفرین بهش

## افتخارات
قهرمانی لیگ برتر فوتبال ایران با تیم پرسپولیس